# Ecnomina gullea
Ecnomina gullea là một loài Trichoptera trong họ Ecnomidae. Chúng phân bố ở miền Australasia.